# ولز فارگو پلازا

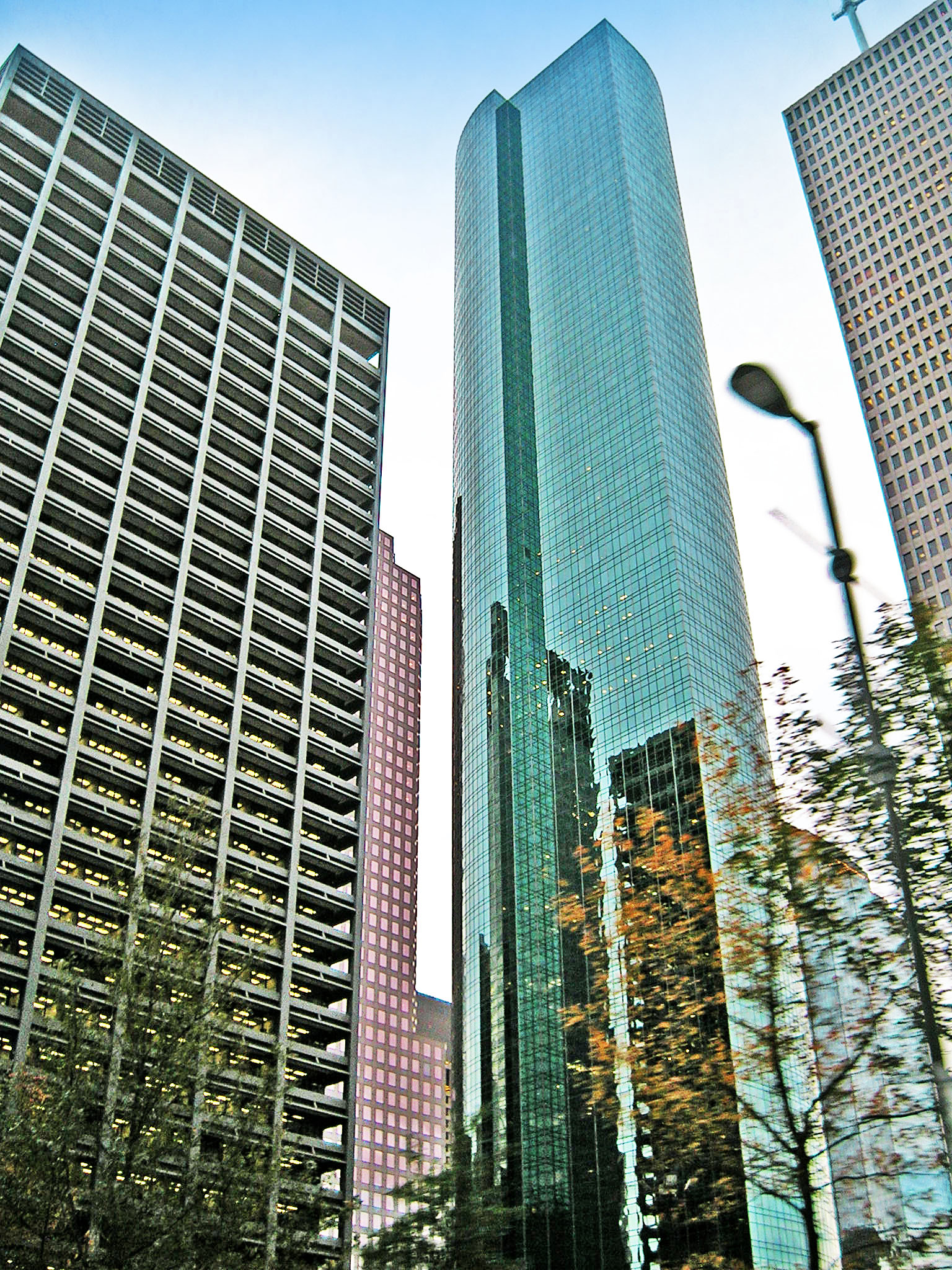

ولز فارگو پلازا (به انگلیسی: Wells Fargo Plaza) نام یک برج مرتفع در هیوستون در تگزاس است.
این برج در ۱۹۸۳ ساخته گردید، و ۳۰۲ متر ارتفاع دارد، که در سال ۲۰۰۹ دومین برج بلند تگزاس بود.
معماران این برج پست‌مدرنیستی، شرکت اسکیدمور، اوینگز و مریل است.
شعبه مرکزی بانک ولز فارگو در هیوستون در اینجا قرار دارد.

## نگارخانه

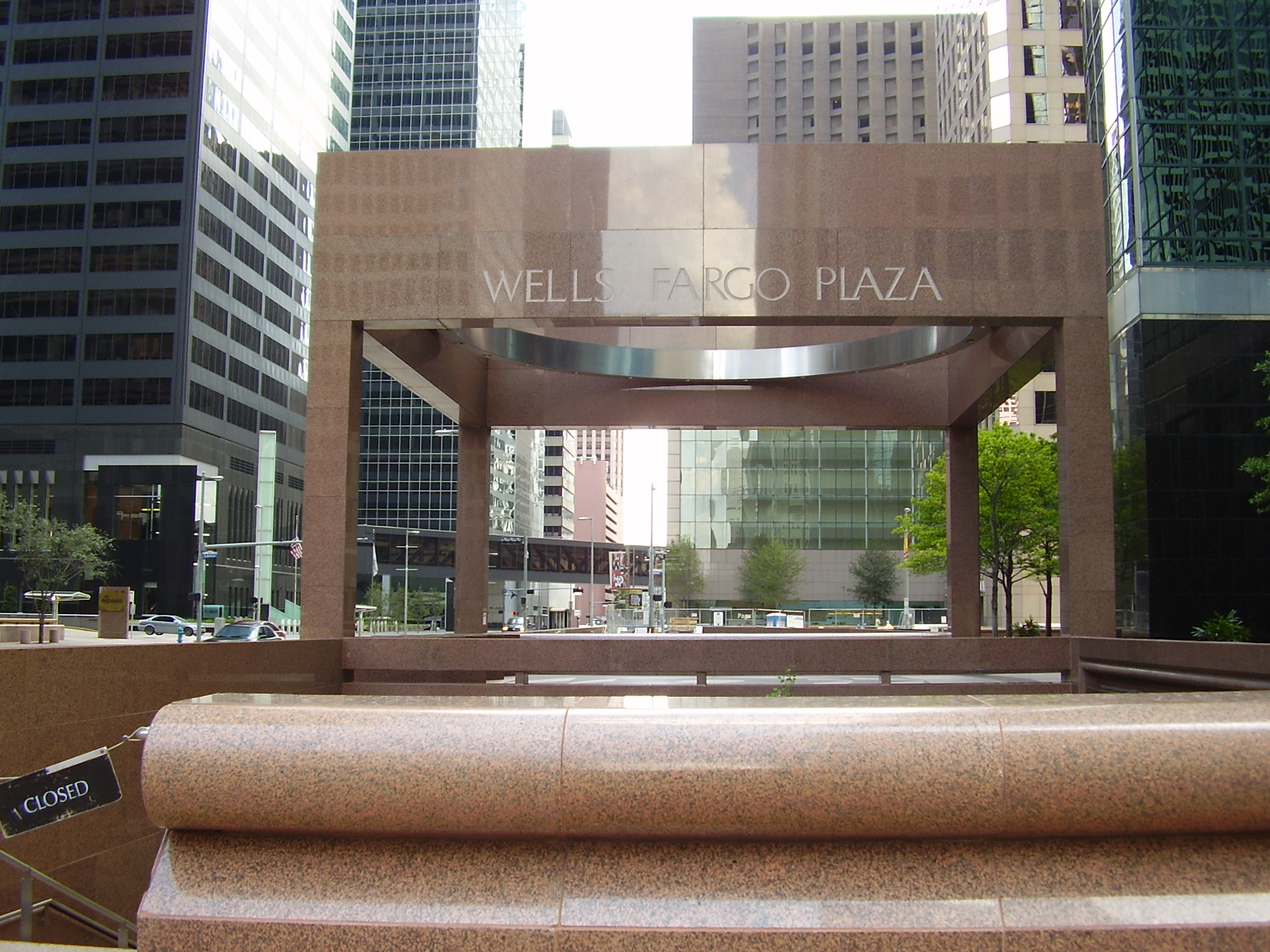
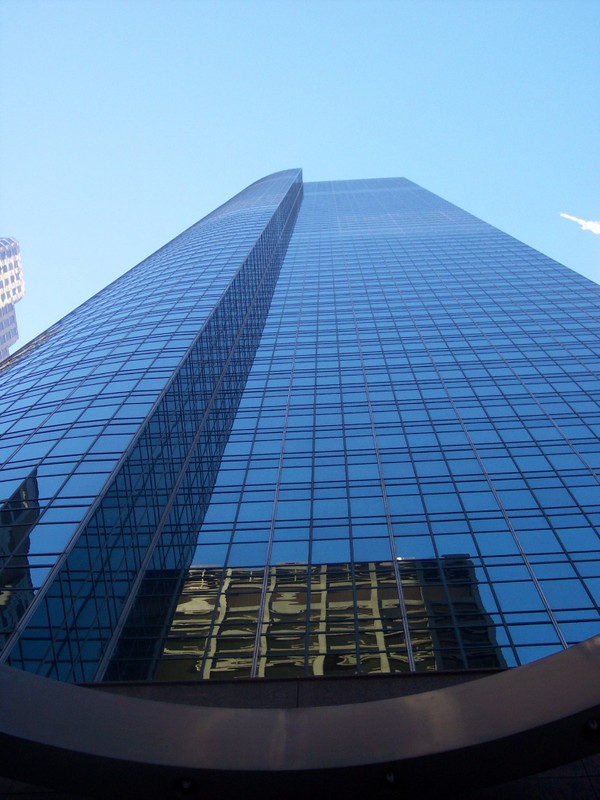
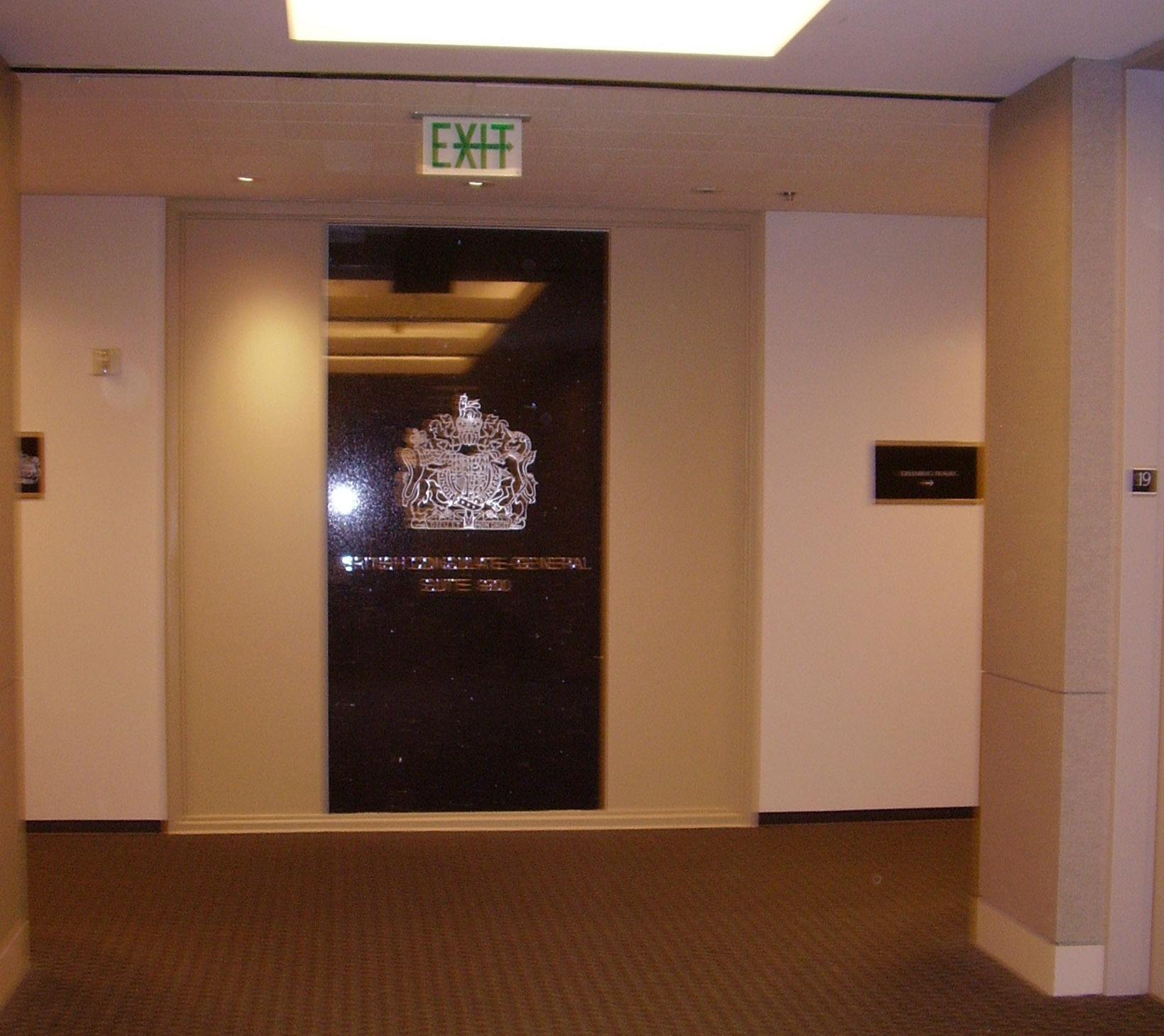